# Me Vale
"Me Vale" é uma música do cantor catalão Miki Nuñez, lançada como primeiro single do álbum Iceberg, em maio de 2020.

## Lançamento
A música foi lançada originalmente como single, e posteriormente no álbum Iceberg, que saiu no final 2020. O videoclipe foi gravado na casa cantor, durante o período de quarentena na Espanha, em razão da pandemia de Covid-19.
O single atingiu a posição #95 da lista dos Productores de Música de España, a parada espanhola, e o #6 no iTunes Chart.

## Paradas
| Parada (2020)        | Posição |
| -------------------- | ------- |
| Espanha (PROMUSICAE) | 95      |